# 休倫港鎮區 (密歇根州)
休倫港鎮區（英語：Port Huron Township）是位於美國密歇根州聖克萊爾縣的一個特設鎮區。

## 地方資料
休倫港鎮區的面積為33.90平方千米，當中陸地面積為33.40平方千米，而水域面積為0.50平方千米。根據2020年美國人口普查的數據，當地共有人口10792人，而人口密度為每平方千米318.35人。